# Пирс, Патрик
Патрик Генри Пирс (англ. Patrick Henry Pearse, также Падригь Анри Мак Пиришь, ирл. Pádraig Anraí Mac Piarais, 10 ноября 1879, Дублин — 3 мая 1916, Дублин) — ирландский поэт, писатель, учитель, адвокат, революционер и политик. Один из лидеров Пасхального восстания 1916 года.
С юности был активным участником кельтского возрождения, писал стихи на ирландском гэльском. В 1908 году стал основателем школы св. Энды, преподавание в которой велось на двух языках. С 1913 года участник и один из основателей «Ирландских добровольцев», позднее вступил в Ирландское республиканское братство (ИРБ).
В 1916 году принимал активное участие в подготовке восстания против английского правления. Один из авторов Прокламации о независимости Ирландии. Был одним из семи лидеров восстания, подписавших Прокламацию, более того, Пирс был провозглашён президентом Временного правительства и главнокомандующим республиканских войск. Через шесть дней боёв издал приказ о капитуляции и 3 мая 1916 года он был расстрелян по приговору военно-полевого суда.

## Детство

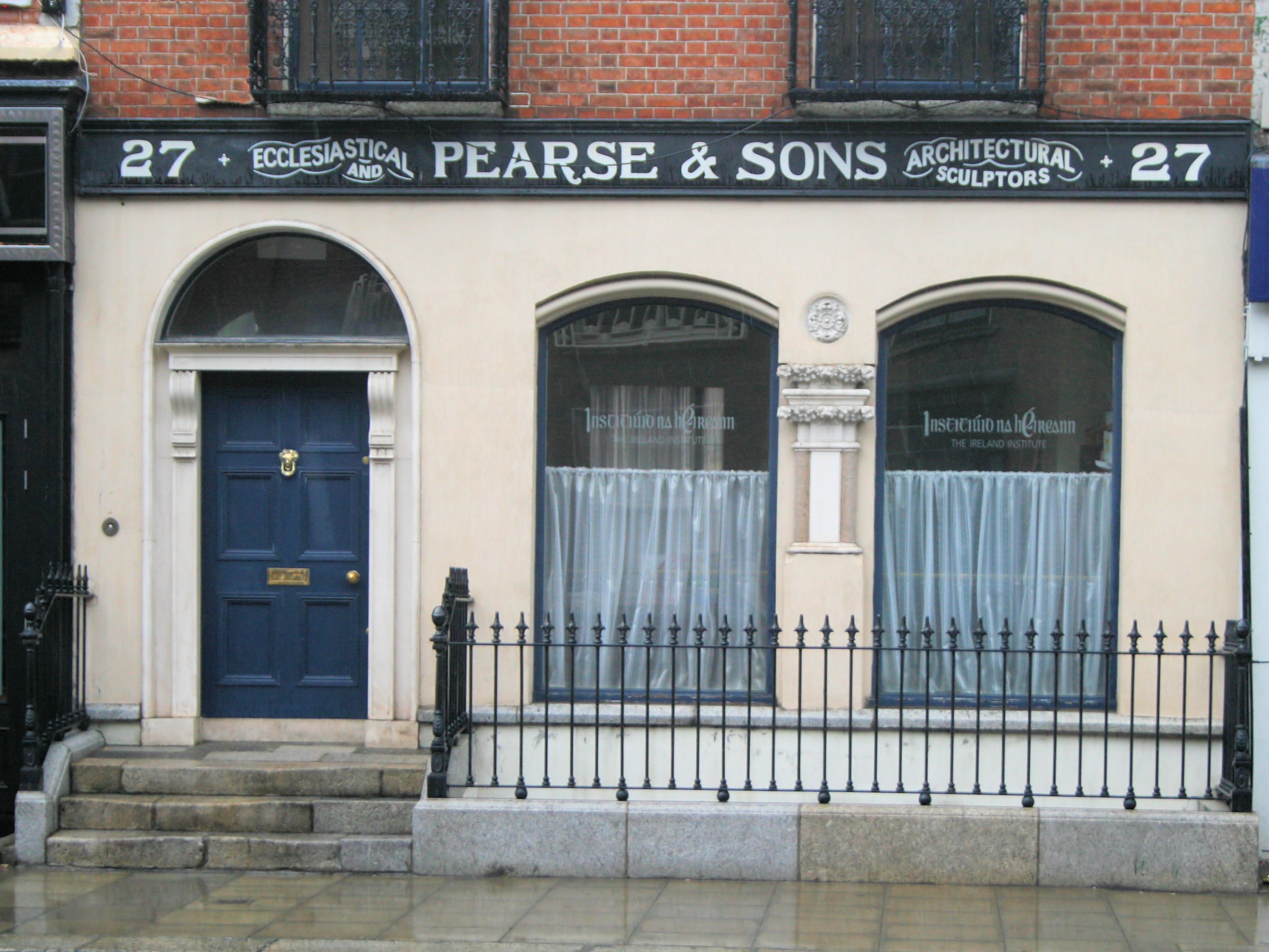
Дом, где родился Патрик Пирс

Родился в Дублине, в доме № 27 по улице Грейт-Браунсвик (ныне улица Пирса). Его отец, Джеймс Пирс, англичанин, работал каменщиком и скульптором, в 1850-х годах основал собственное дело, связанное со строительными и отделочными работами. Бизнес процветал, и Пирс вырос в довольно обеспеченной семье среднего класса. Помимо него, у четы Пирсов было ещё трое детей: Маргарет, Мэри и Уильям. Кроме того, у Джеймса Пирса было четверо детей (Эмили , Джеймс, Агнес и Эми — последние две дочери умерли во младенчестве) от первого брака.
Мать, урождённая Маргарет Брейди, убеждённая католичка, происходила из ирландской семьи, пережившей Великий Голод в 1846 году, была родом из графства Мит, владела ирландским языком, которому обучила сына и увлекла легендами и историями об ирландских героях. Пирс обучался в католической школе, где его любовь к ирландскому также всячески поощряли.
В 1896 году вступил в Гэльскую лигу. В 1903 году ему уже доверили должность редактора в официальном печатном органе Гэльской лиги — газете «An Claidheamh Soluis» («Меч света»). В это же время начинает писать стихи и рассказы — как на английском, так и на ирландском. Каждое лето старается ездить в сельские регионы Ирландии, в Коннахт или Голуэй. Помимо участия в кельтском возрождении, к 1900 году получил звание бакалавра искусств современных языков (ирландский, английский и французский) в Королевском Ирландском университете, а также был принят в Кингс-инн (то есть, получил право работать барристером) в 1901 году.

## Школа святого Энды
Пирс верил, что язык является важной частью национального самосознания. Наблюдая за ирландской школьной системой, он пришёл к выводу, что она направлена на воспитание добропорядочных англичан, либо послушных ирландцев. Для Пирса, как и для многих других деятелей кельтского возрождения, дело сохранения языка было делом первостепенной важности. Однако, в начале XX века, даже многие католические школы отказывались от преподавания на ирландском языке. Пирс решает открыть свою школу, полностью двуязычную. И в 1908 году он при поддержке своего брата и Томаса Макдоны стал основателем школы святого Энды. Изначально школа располагалась в дублинском пригороде Ренела, однако через два года Пирс перенёс её в Ратфарнем, другой пригород Дублина.
Следующие несколько лет Пирс с успехом воплощал в жизнь свои планы. Обучение включало в себя уроки ирландского языка, литературы, истории, Пирс выезжал с учениками в гэлтахт на западе Ирландии, потом подыскал более, как ему казалось, идиллическое место для школы — в Ратфернеме. Пирс вдобавок принимал участие в создании школы св. Иты — женского учебного заведения со схожими принципами.
Несмотря на все старания, финансовые дела школы (и самого Пирса) шли неважно. Вдобавок, в 1913 году он затеял издание собственной газеты «An Barr Buadh» («Труба победы»). Пытаясь их поправить, в 1914 году Пирс предпринял фандрайзинговую поездку в США, где, благодаря своим ораторским талантам, ему удалось убедить некоторых ирландских эмигрантов (таких, как Джон Девой и Джозеф Макгаррити) спонсировать школу.

## Политическая деятельность
С самого детства Пирса окружали семейные разговоры о политике, гомруле и свободе Ирландии. Его отец был сторонником Чарльза Парнелла, и с таких же взглядов начинал и сам Патрик. В юности его одноклассники отзывались о нём, как о человеке весьма умеренных взглядов, долгое время Пирс искренне считал, что Ирландия должна оставаться частью Великобритании, пусть и самоуправляемой. Постепенное изменение его взглядов началось вместе с поисками финансирования для школы. В США Пирс познакомился с ирландскими националистами, членами общества фениев и Ирландского республиканского братства.
В 1911 году Парламент принял закон, по которому Палата лордов больше не могла наложить вето на закон, принятый Палатой общин. Это возродило движение в поддержку гомруля — законопроекта, который ранее уже дважды был ветирован Палатой лордов. В начале 1912 года Джон Редмонд, лидер Ирландской парламентской партии, инициировал в Ирландии движение в поддержку законопроекта о гомруле. Пирс принимал участие в этих мероприятиях и даже произнёс речь в поддержку законопроекта. Пирс говорил по-ирландски и закончил свою речь словами: «Мы должны дать понять англичанам, что если они вновь обманут нас, вся Ирландия покроется красным пламенем войны».
К тому времени Пирс уже считал гомруль «лишь началом». В своей газете он сравнивал принятие закона о гомруле с освобождением узника от одного из пары своих кандалов — этого недостаточно, но так легче освободиться окончательно. На протяжении 1912 года Пирс (отчасти из-за нужды в деньгах) регулярно писал статьи в республиканскую газету «Irish Freedom», где указывал на выгоды гомруля и излагал своё видение политической жизни после его принятия. Однако с развитием событий менялись и воззрения Пирса. Дублинский локаут и создание «Ольстерских добровольцев» привели его к мысли, что политические требования необходимо поддержать угрозой силового воздействия.
В ноябре 1913 года принял участие в создании «Ирландских добровольцев» — организации, призванной обеспечить успешное вступление в силу закона о гомруле (к тому времени, уже прошедшему через Палату общин). Пирс выступил с речью и стал одним из членов управляющего комитета и даже более того — был назначен ответственным по организации, то есть отвечал за привлечение новых членов и координацию секций внутри «Добровольцев». Пирс продолжает писать статьи — теперь уже и в поддержку новой организации — а также выступает в качестве её публичного представителя. В частности, вместе с сэром Роджером Кейсментом в январе 1914 года он посетил Лимерик, где выступил на митинге сторонников гомруля.
В феврале 1914 года отправился в фандрайзинговую поездку в США. Изначально планировал провести лекционное турне ещё в 1910 году, однако отправиться удалось лишь четыре года спустя. Не добившись денег от умеренных представителей ирландской диаспоры в Америке, Пирс обратился к радикалам, таким как Девой и Макгэррити. Чтобы завоевать их доверие, Пирс, по рекомендации Кларка, Хобсона и Макдермотта, вступил в Ирландское республиканское братство.

## ИРБ
До вступления в ИРБ Пирс не был активным сторонником революционной борьбы за независимость Ирландии. Он даже высказывал мысль, что обучая в своей школе детей гэльскому и истории Ирландии, он занимается более революционной деятельностью, чем всё Братство вместе взятое.Однако во время поездки в США Пирс активно общался с представителями местной ячейки ИРБ, особенно с Макгэррити и Девоем. Им удалось значительно изменить политические взгляды Пирса, и в Ирландию он вернулся уже сторонником республики и революционной деятельности.
Разговоры об организации восстания велись в ИРБ с начала 1914 года, но Кларк убедил своих товарищей повременить, пока влияние ИРБ среди «Ирландских добровольцев» не упрочится. После начала Первой Мировой войны положение заговорщиков осложнилось: с одной стороны, было решено воспользоваться непростым положением Британии из-за войны и организовать восстание в ближайшее время. С другой стороны, Джон Редмонд обратился к «Добровольцам» с призывом записываться в британскую армию, вызвав таким образом раскол в движении. Пирс был одним из лидеров тех, кто проигнорировал этот призыв. Он и его товарищи оказались в меньшинстве: их осталось около 15 000 человек против 175 000, внявших Редмонду.
В конце 1914 года Пирс был назначен ответственным за военные операции в «Ирландских добровольцах». В 1915 году он активно ездил по стране, произносил речи, читал лекции, пропагандируя идеи свободной и республиканской Ирландии. Также он занимался организацией манёвров, маршей и стрельб для участников «Добровольцев». Чем дольше затягивалась война, тем больше симпатий вызывала у ирландцев антипризывная кампания «Добровольцев». Пирс, Кларк и остальные члены ИРБ приступили к планированию восстания и предприняли попытки заручиться помощью Германии. 1 августа 1915 года на похоронах Иеремии О’Донована Пирс произнёс надгробную речь, которую закончил знаменитой фразой «Несвободная Ирландия никогда не будет мирной».

## Пасхальное восстание и смерть
В ходе восстания именно он зачитал Прокламацию Ирландской Республики. Пирс Патрик был расстрелян 3 мая 1916 года.